# In Time - The Best of R.E.M. 1988-2003
In Time: The Best of R.E.M. 1988–2003 er et opsamlingsalbum af det amerikanske alternative rockband R.E.M. udgivet 27. oktober 2003. De inkluderer sange, som bandet har indspillet hos Warner Bros. Records fra albummet Green fra 1988 til Reveal i 2001 og yderligere to nye sange; "Bad Day" og "Animal".
Albummet var en stor succes i Storbritannien og det tiende bedst sælgende album i 2003 og det 49'ende bedste sælgende album i 2000'erne.
Sangen "Shiny Happy People" blev med vilje udeladt fra albummet, selv om det har været et af bandets største hits. Sangen "Drive" blev også udeladt til fordel for "The Sidewinder Sleeps Tonite" fra Automatic for the People. "Bang and Blame" og "Bittersweet Me", der også være hits for bandet blev udeladt af uvisse årsager.

## Spor
Alle sange er skrevet af Bill Berry, Peter Buck, Mike Mills og Michael Stipe, hvis ikke andet er noteret.
1. "Man on the Moon" (fra Automatic for the People) – 5:12
2. "The Great Beyond" (Buck, Mills, Stipe) (fra Man on the Moon soundtrack) – 5:04
3. "Bad Day" – 4:05
4. "What's the Frequency, Kenneth?" (fra Monster) – 3:58
5. "All the Way to Reno (You're Gonna Be a Star)" (Buck, Mills, Stipe) (fra Reveal) – 4:43
6. "Losing My Religion" (fra Out of Time) – 4:26
7. "E-Bow the Letter" (fra New Adventures in Hi-Fi) – 5:22
8. "Orange Crush" (fra Green) – 3:50
9. "Imitation of Life" (Buck, Mills, Stipe) (fra Reveal) – 3:56
10. "Daysleeper" (Buck, Mills, Stipe) (fra Up) – 3:37
11. "Animal" (Buck, Mills, Stipe) – 4:00
12. "The Sidewinder Sleeps Tonite" (fra Automatic for the People) – 4:06
13. "Stand" (fra Green) – 3:09
14. "Electrolite" (fra New Adventures in Hi-Fi) – 4:04
15. "All the Right Friends" (fra Vanilla Sky soundtrack) – 2:45
16. "Everybody Hurts" (fra Automatic for the People) – 5:17
17. "At My Most Beautiful" (Buck, Mills, Stipe) (fra Up) – 3:33
18. "Nightswimming" (fra Automatic for the People) – 4:16